# Гахар Загрос
«Гахар Загрос» (широко известный также как «Дамаш Ираниан») — иранский футбольный клуб из Доруда. Выступает в высшей лиге.

## История

### Создание в Тегеране
«Гахар Загрос» был создан в июле 2006 года частным инвестором в Тегеране под названием «Дамаш Лурестан». Отыграл один сезон во 2-м дивизионе, прежде чем попал в Азадеган Лигу.

### Азедаган лига
В Азадеган Лиге клуб начал выступление с сезона 2007/2008. Первый сезон стал для команды неудачным — она финишировала на 8-й позиции. В общей сложности, «Дамаш Лурестан» провёл во 2-й по-значимости лиге Ирана 5 сезонов. В премьер-лигу вышел, завершив сезон 2011/2012 на втором месте.

### Кубок Ирана
В сезоне 2006/07 Кубка Хазифи Дамашу удалось выбить «Зоб Ахан» после серии послематчевых пенальти в 1/32 финала. В 1/16 финала Дамаш был остановлен клубом «Барг Шираз» по итогам серии пенальти (5-4). Для клуба это было огромным достижением, учитывая, что это был первый сезон. В следующем розыгрыше кубка клуб прошёл в 3 раунд, где проиграл столичному «Стил Азину».

### Гахар Загрос
В июне 2011 года футбольный клуб сменил своё название с «Дамаш Лурестан» на «Гахар Загрос». В 2011/2012 главным тренером команды стал Давуд Махабади. В этом же сезоне клуб занял 2 место в Азедаган Лиге и получил право сыграть в плей-офф за место в премьер-лиге. Соперником стал Буширский «Иранджавар». «Гахар Загрос» одолел его за счёт гола на выезде. Это первое в истории команды попадание в высшую лигу Ирана.

## Сезоны
| Сезон   | Лига          | Место | Кубок        |
| 2006-07 | 2 дивизион    | 3-е   | 1/8 финала   |
| 2007-08 | Азадеган Лига | 8-е   | Первый раунд |
| 2008-09 | Азадеган Лига | 4-е   | Первый раунд |
| 2009-10 | Азадеган Лига | 11-е  | Второй раунд |
| 2010-11 | Азадеган Лига | 12-е  | 3-й раунд    |
| 2011-12 | Азадеган Лига | 2-е   | 1/16 финала  |
| 2012-13 | Высшая Лига   |       |              |

## Тренеры
- Реза Шахруди (2006-07)
- Амир Хоссейн Пейровани (2007-08)
- Хамид Алидости (2008)
- Хуман Афазели (2008-09)
- Маркар Агаджанян (2009)
- Дарко Дражич (2010-11)
- Амир Хоссейн Пейровани (2011)
- Давуд Махабади (2011-12)
- Мехди Тартар (2012)
- Мохаммад Маели Кохан (2012-)[2]